# Гурин, Иван Иванович (Герой Социалистического Труда)
Иван Иванович Гурин (20 ноября 1933, деревня Полднево, Угранский район, Смоленская область — 1 февраля 2014, Донецк) — бригадир комплексной бригады строительного управления «Промстрой» № 3 треста «Донецкметаллургстрой», Донецкая область, Украинская ССР. Герой Социалистического Труда (1975).

## Биография
Родился в 1933 году в крестьянской семье в селе Полднево Угранского района. Окончил местную семилетнюю школу, после которой трудился в колхозе. С 1955 по 1958 год — рабочий, мастер геологоразведочной партии в Смоленской области. С 1958 года проживал в Донецке, где трудился рабочим в строительном управлении «Промстрой» № 2 треста «Донецкметаллургстрой». С 1961 года член КПСС. В последующем был назначен бригадиром комплексной бригады. За выдающиеся трудовые достижения по итогам работы Восьмой пятилетки (1966—1970) награждён Орденом Ленина.
Бригада под его руководством ежегодно показывала высокие трудовые результаты, досрочно выполнила коллективное социалистическое обязательство и плановые задания Девятой пятилетки (1971—1975). Указом Президиума Верховного Совета СССР от 10 апреля 1975 года удостоен звания Героя Социалистического Труда за «выдающиеся производственные успехи, достигнутые на строительстве объектов лёгкой, пищевой, мясной и молочной промышленности в Донецкой области, и успешное выполнение принятых социалистических обязательств в 1974 году» с вручением ордена Ленина и золотой медали «Серп и Молот» (№ 16610).
Избирался членом Донецкого горкома Компартии Украины, депутатом районного Совета депутатов трудящихся, в 1976 году — делегатом XXV съезда КПСС.
В 1988 году вышел на пенсию. Проживал в Донецке. Персональный пенсионер союзного значения. Умер в февраля 2014 года.
Награды
- Герой Социалистического Труда
- Орден Ленина — дважды (05.04.1971; 1975)
- Орден Трудового Красного Знамени (11.08.1966)